# Arianne Fraser
Arianne Fraser (* 3. Juli 1978) ist eine US-amerikanische Filmproduzentin und Filmschauspielerin.

## Leben
Fraser wurde am 3. Juli 1978 geboren. 2005 wirkte sie erstmals mit Wassup Rockers an einer Filmproduktion mit. Ab Mitte der 2010er Jahre war sie regelmäßig als ausführende Produzentin tätig. Ab den späten 2010er Jahren überwiegend mit Bruce Willis als Hauptdarsteller. Als verantwortliche Filmproduzentin debütierte sie 2018 in Terminal – Rache war nie schöner. 2020 produzierte sie The Night Clerk und Inheritance. 2022 produzierte sie den Spielfilm Panama. 2023 folgten die Filmproduktionen Emmas Herz und The Black Demon. 2024 produzierte sie die Filme Land of Bad und Arcadian – Sie kommen in der Nacht.
Als Filmschauspielerin wirkte sie 2003 als eine Empfangsdame in Natürlich blond 2 mit. 2005 spielte sie im Film Expose die Rolle der Paulina Henry. Zuletzt war sie als Filmschauspielerin 2007 im Horrorfilm Headless Horseman – Der kopflose Reiter in der Rolle der Tiffany zu sehen.

## Filmografie (Auswahl)

### Filmproduzentin
- 2018: Terminal – Rache war nie schöner (Terminal)
- 2020: The Night Clerk – Ich kann dich sehen (The Night Clerk)
- 2020: Inheritance
- 2022: Panama – The Revolution is Heating Up (Panama)
- 2023: Emmas Herz (One True Loves)
- 2023: The Black Demon
- 2024: Land of Bad
- 2024: Arcadian – Sie kommen in der Nacht (Arcadian)

### Executive Producerin
- 2005: Wassup Rockers
- 2014: Parts Per Billion
- 2014: Murder of a Cat
- 2014: Love Me Like You Do – Aus Schicksal wird Liebe (Jackie & Ryan)
- 2015: Secret Agency – Barely Lethal (Barely Lethal)
- 2015: Die Tochter des Teufels (February)
- 2015: Extraction – Operation Condor (Extraction)
- 2016: The Trust: Big Trouble in Sin City (The Trust)
- 2016: Wild for the Night
- 2017: Arsenal
- 2017: Stuck
- 2017: Tödliches Verlangen (Inconceivable)
- 2017: First Kill
- 2017: State of Mind – Der Kampf des Dr. Stone (Three Christs)
- 2017: Realms
- 2018: Acts of Violence
- 2018: Braven
- 2018: The Watcher – Willkommen im Motor Way Motel (Looking Glass)
- 2018: Battle Drone
- 2018: Vigilante – Bis zum letzten Atemzug (A Vigilante)
- 2018: Gotti
- 2018: Escape Plan 2: Hades
- 2018: The Row
- 2018: Beyond the Sky
- 2018: Reprisal
- 2018: Final Score
- 2018: Backtrace
- 2019: Berlin, I Love You
- 2019: We Summon the Darkness
- 2019: Yes, God, Yes – Böse Mädchen beichten nicht (Yes, God, Yes)
- 2019: Escape Plan 3: The Extractors (Escape Plan: The Extractors)
- 2019: A Score to Settle
- 2019: 10 Minutes Gone
- 2019: Rogue Warfare – Der Feind (Rogue Warfare)
- 2019: Trauma Center
- 2020: Boss Level
- 2020: Survive the Night
- 2020: Infamous
- 2020: Becky
- 2020: Most Wanted (Target Number One)
- 2020: Ghosts of War
- 2020: Hard Kill
- 2020: The Reckoning
- 2020: Skylines
- 2020: Jiu Jitsu
- 2020: Smiley Face Killers
- 2021: Axis Sally: Das Tribunal der Nazi-Spionin (American Traitor: The Trial of Axis Sally)
- 2021: The Misfits – Die Meisterdiebe (The Misfits)
- 2021: Midnight in the Switchgrass
- 2021: Out of Death
- 2021: Zone 414
- 2021: Killing Field (Survive the Game)
- 2021: 13 Minutes – Jede Sekunde zählt (13 Minutes)
- 2021: Fortress – Stunde der Abrechnung (Fortress)
- 2021: The Tiger Rising
- 2022: WarHunt
- 2022: Gasoline Alley
- 2022: Fortress: Sniper’s Eye
- 2022: Hot Seat
- 2022: The Lair
- 2022: One Way – Hell of a Ride (One Way)
- 2022: Wire Room
- 2022: Medieval
- 2022: Door Mouse
- 2022: Bandit
- 2022: Slayers
- 2022: The System
- 2022: Pfad der Vergeltung (Savage Salvation)
- 2023: Ambush: Battlefield Vietnam (Ambush)
- 2023: Fear the Night
- 2023: Muzzle – K-9 Narcotics Unit (Muzzle)
- 2023: 57 Seconds
- 2024: Sleeping Dogs
- 2024: The Crow

### Schauspielerin
- 2003: Natürlich blond 2 (Legally Blonde 2: Red, White & Blonde)
- 2005: Expose
- 2007: Headless Horseman – Der kopflose Reiter (Headless Horseman)